# Erupcje wulkaniczne na półwyspie Reykjanes
Seria erupcji wulkanicznych na półwyspie Reykjanes, w południowo-zachodniej Islandii, która rozpoczęła się 19 marca 2021. Doszło do nich po około 800 lat spokoju w tej części wyspy. Uznaje się to za początek dłuższego okresu aktywności tego systemu wulkanicznego. Do listopada 2023 odnotowano trzy epizody aktywności wulkanicznej w okolicach masywu Fagradalsfjall. Pod koniec października 2023 rozpoczął się okres silnej aktywności sejsmicznej w położonych bardziej na zachód okolicach miasta Grindavík, który zakończył się czwartą, początkowo intensywną, ale krótkotrwałą, erupcją w grudniu 2023. Kolejna erupcja w tym obszarze rozpoczęła się w styczniu 2024 roku - tym razem lawa wkroczyła już do samego Grindavíku.

## Fagradalsfjall – marzec-wrzesień 2021

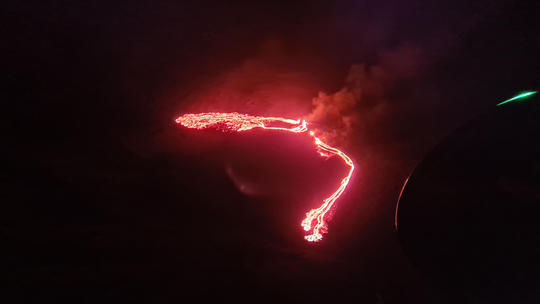
Wypływ lawy ze szczeliny wulkanicznej w Fagradalsfjall 19 marca 2021

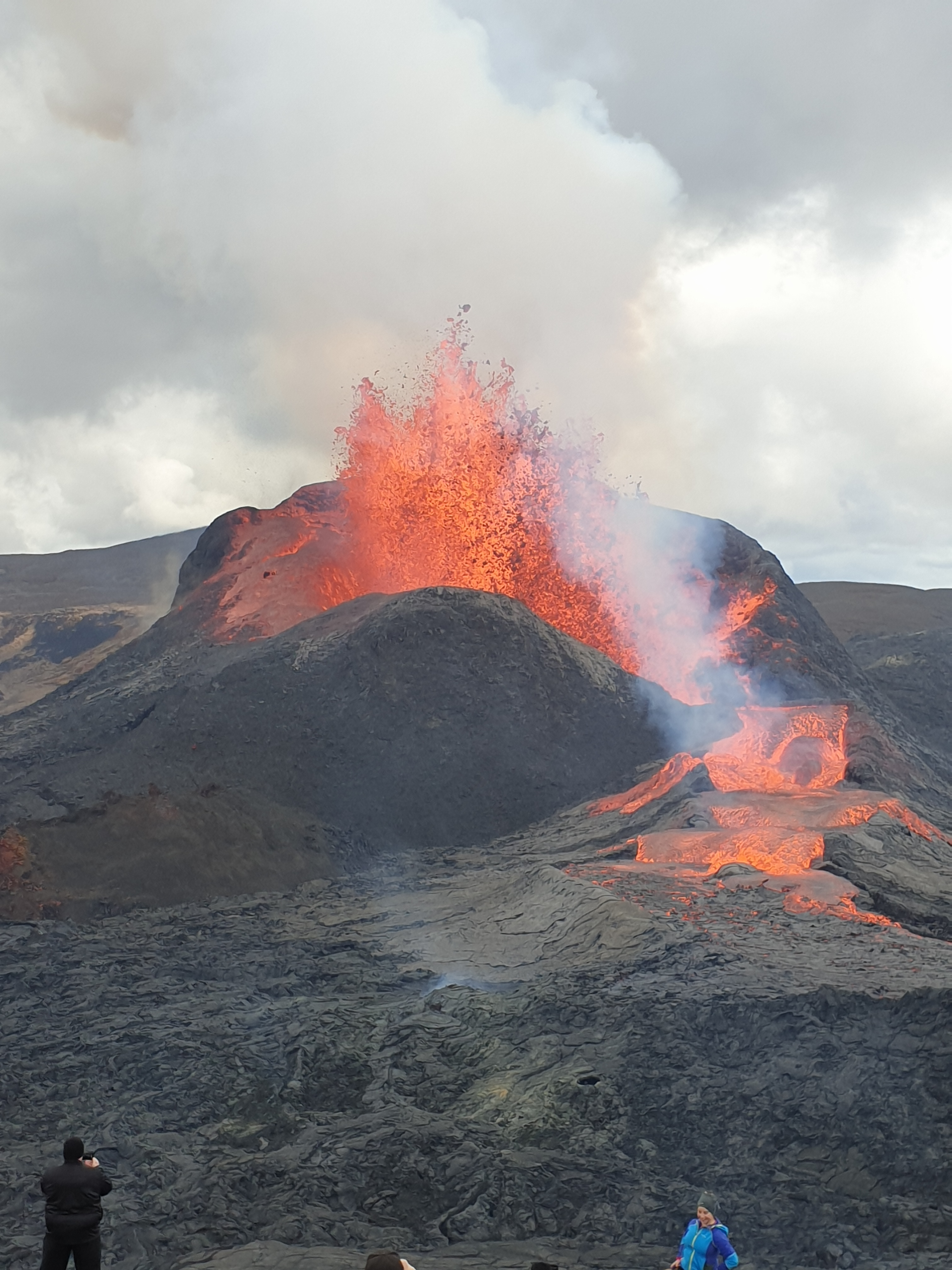
Krater uformowany w trakcie erupcji Fagradalsfjall w maju 2021

Pierwsza erupcja rozpoczęła się 19 marca 2021 w dolinie Geldingadalir w masywie Fagradalsfjall. Poprzedziła ją znacząca aktywność sejsmiczna od grudnia 2019 roku. Lawa wydobywała się początkowo ze szczeliny o długości ok. 500–700 m z wydajnością 5–7 m³/s.
Kolejne dwie szczeliny o łącznej długości 200 m otworzyła się 5 kwietnia około 700 m na północny wschód od pierwotnego wypływu lawy. W kolejnych dniach otworzyły się kolejne trzy szczeliny. Od 27 kwietnia wylew lawy skoncentrował się tylko w jednym kraterze uformowanym w miejscu szczeliny, która pojawiła się 13 kwietnia. Fontanny lawy z tego krateru wydobywały się na wysokość 100–150 m. W tej fazie wypływ lawy był najbardziej stabilny i osiągnął maksymalną wartość 13 m³/s.
Od końca czerwca wylewy lawy były już mniej regularne z krótszymi lub dłuższymi przerwami w aktywności. Ostatecznie erupcja zakończyła się 18 września 2021 po blisko 6 miesiącach aktywności. Objętość lawy z tej erupcji wyniosła około 150 mln m³, a pole lawowe pokryło obszar 4,8 km² o średniej miąższości lawy ok. 30 m. W okolicach głównego krateru miąższość lawy sięgała 110–120 m. Średnia wartość wypływu lawy dla całego okresu wyniosła 9,5 m³/s.

## Meradalir – sierpień 2022

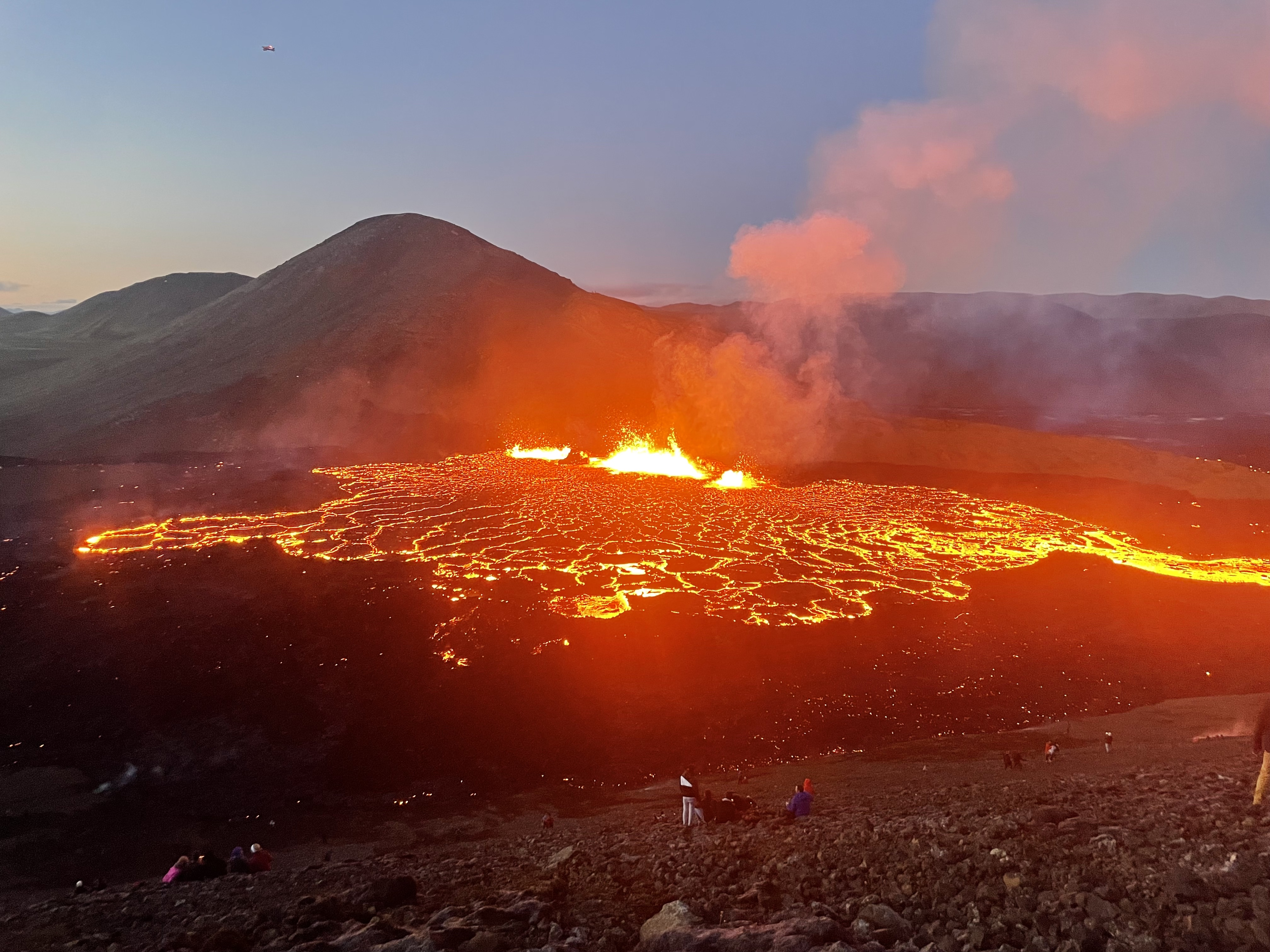
Erupcja Meradalir w dniu 4 sierpnia 2022

Druga erupcja rozpoczęła się 3 sierpnia 2022 w dolinie Meradalir w rejonie masywu Fagradalsfjall ze szczeliny na północnym obrzeżu pola lawowego poprzedniej erupcji. Jej intensywność była niska w porównaniu z poprzednią erupcją i zakończyła się 21 sierpnia 2022. Początkowo lawa wydobywała się w tempie 20 m³/s ze szczeliny o długości 350 m. Z czasem wypływ lawy skoncentrował się w stożku rozpryskowym, który osiągnął blisko 40 m wysokości. Lawa z tej erupcji, o objętości 10 mln m³, zajęła powierzchnię 1,3 km², w większości pokrywając pole lawowe powstałe w poprzednim roku.

## Litli-Hrútur – lipiec-sierpień 2023

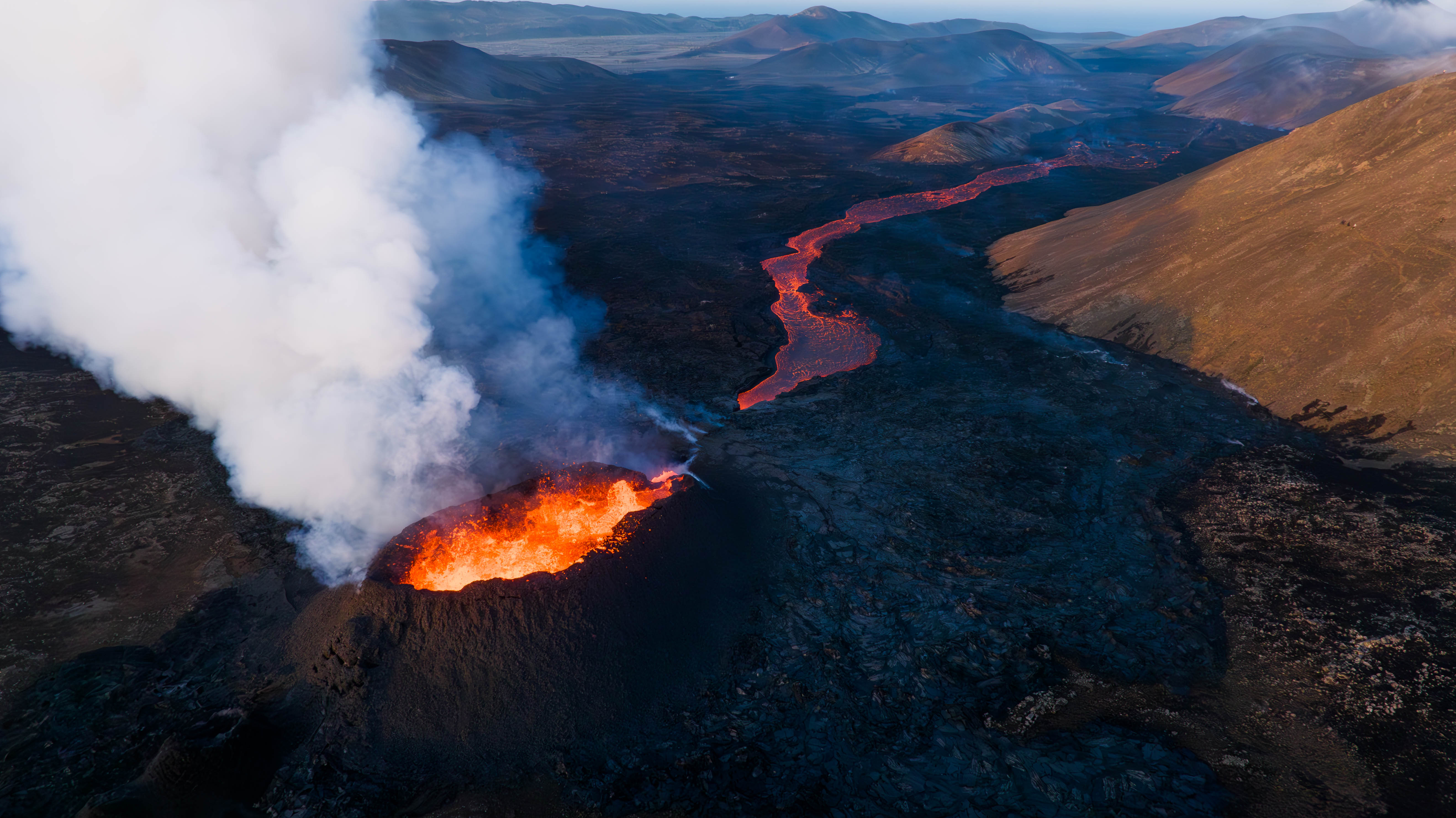
Erupcja Litli-Hrútur w dniu 18 lipca 2023

Trzecia erupcja wulkaniczna o niewielkiej intensywności rozpoczęła się 10 lipca 2023 w sąsiedztwie masywu Litli Hrútur położonego między Fagradalsfjall a Keilir. Lawa wydobywała się początkowo ze szczeliny o długości około 200 m z intensywnością blisko 20 m³/s. Erupcje poprzedziło kilka dni intensywnych wstrząsów sejsmicznych od 4 lipca, z najsilniejszym o magnitudzie 4,6 w okolicach jeziora Kleifarvatn.
Po tygodniu wypływu lawy pole nią pokryte zajmowało powierzchnię 0,92 km². Połączyło się ono wtedy z polami lawowymi z poprzednich dwóch erupcji. 30 lipca pokrywało powierzchnię 1,5 km². Tempo wypływu lawy zmniejszyło się wówczas z początkowych 9 m³/s do 5 m³/s. Na początku sierpnia nadal się zmniejszało, by ostatecznie ustać 5 sierpnia 2023. W ostatnich dniach średni wypływ lawy spadł poniżej 1 m³/s. Ostatecznie objętość lawy z tej erupcji wyniosła 15,5 mln m³, a powierzchnia pola lawowego – 1,5 km².

## Sundhnúkur - grudzień 2023
W nocy z 24 na 25 października rozpoczęła się seria wstrząsów sejsmicznych w okolicach elektrowni geotermalnej Svartsengi, kąpieliska Bláa Lónið i masywu Þorbjörn, na północ od Grindavíku. 27 października odnotowano w tej okolicy podnoszenie się poziomu gruntu, które do 31 października wyniosło 5–6 cm. Do 1 listopada odnotowano 10,5 tys. wstrząsów z najsilniejszym o mangitudzie 4,5.
4 listopada centrum aktywności sejsmicznej przesunęło się bardziej na zachód w okolice historycznych kraterów wulkanicznych Sundhnúkagígar, by w ciągu następnych kilku dni przesunąć się bardziej na południe w kierunku masywu Þorbjörn i Sýlingafell.

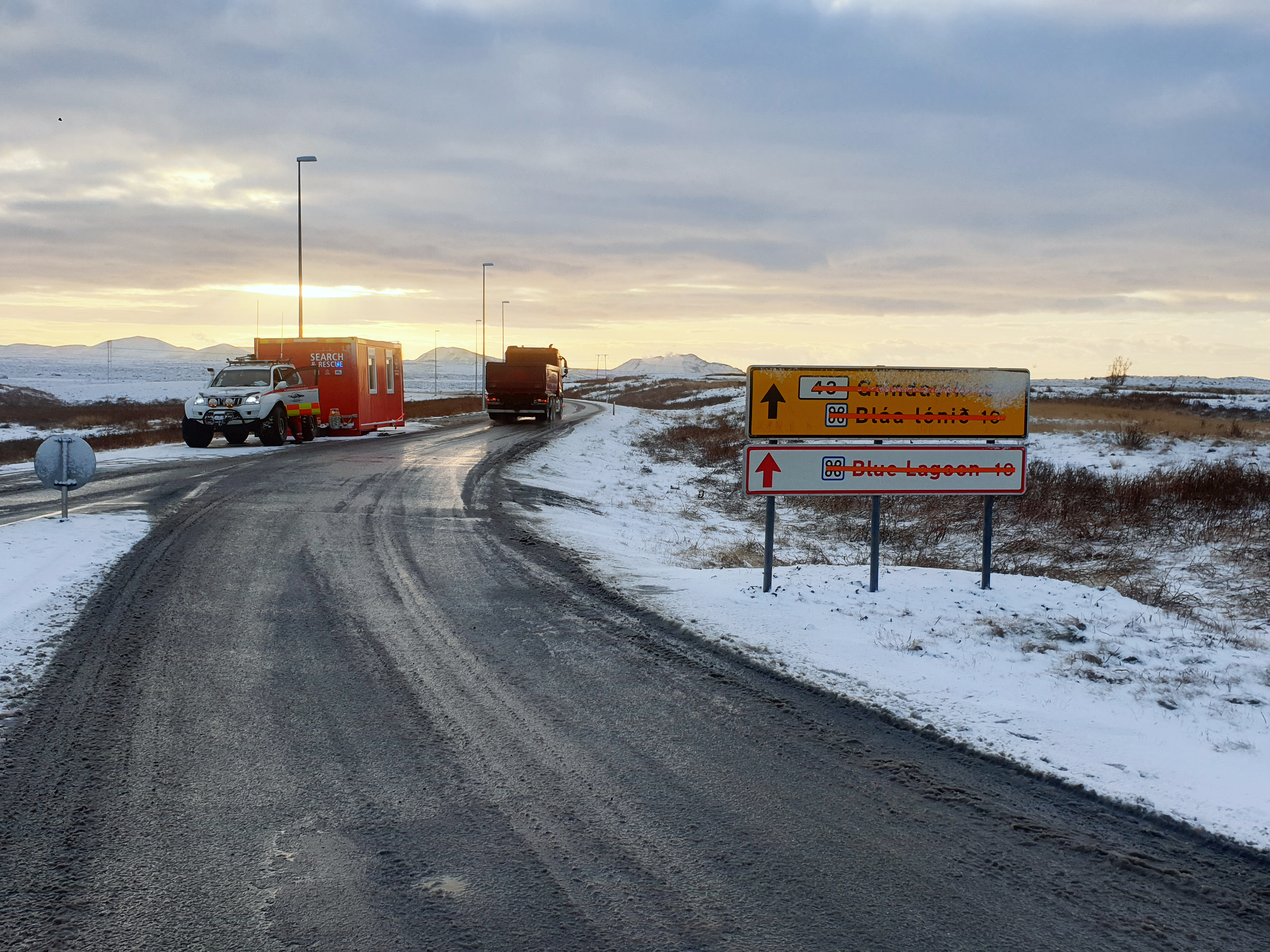
Zamknięta droga do Grindavík po ewakuacji miasta

10 listopada rozpoczął się kolejny epizod licznych wstrząsów sejsmicznych w okolicy Sundhnúkagígar na głębokości około 3 km. W ciągu tego samego dnia centrum tej aktywności przesunęło się bardziej na południe pod miasto Grindavík, co sugerowało, że intruzja magmy znajduje się pod miastem. W nocy 10 na 11 listopada podjęto decyzję o całkowitej ewakuacji miasta. Wieczorem 11 listopada szacowano, że dajka ma około 15 km długości, a magma znajduje się już 800 m pod powierzchnią ziemi. Stwierdzono również możliwość erupcji podwodnej na południe od miasta. W połowie listopada rozpoczęto budowę wału ochronnego wokół elektrowni Svartsengi.
W drugiej połowie listopada i w pierwszej połowie grudnia obserwowano zmniejszanie się aktywności sejsmicznej. Oceniano wówczas, że napływ magmy do dajki pod Grindavíkiem zakończył się. Natomiast obserwowano rosnącą deformację terenu w okolicach Svartsengi. Ryzyko erupcji oceniano wówczas jako zmniejszone, aczkolwiek nadal w mocy utrzymywano strefy zagrożenia na terenie miasta i na północ od niego.

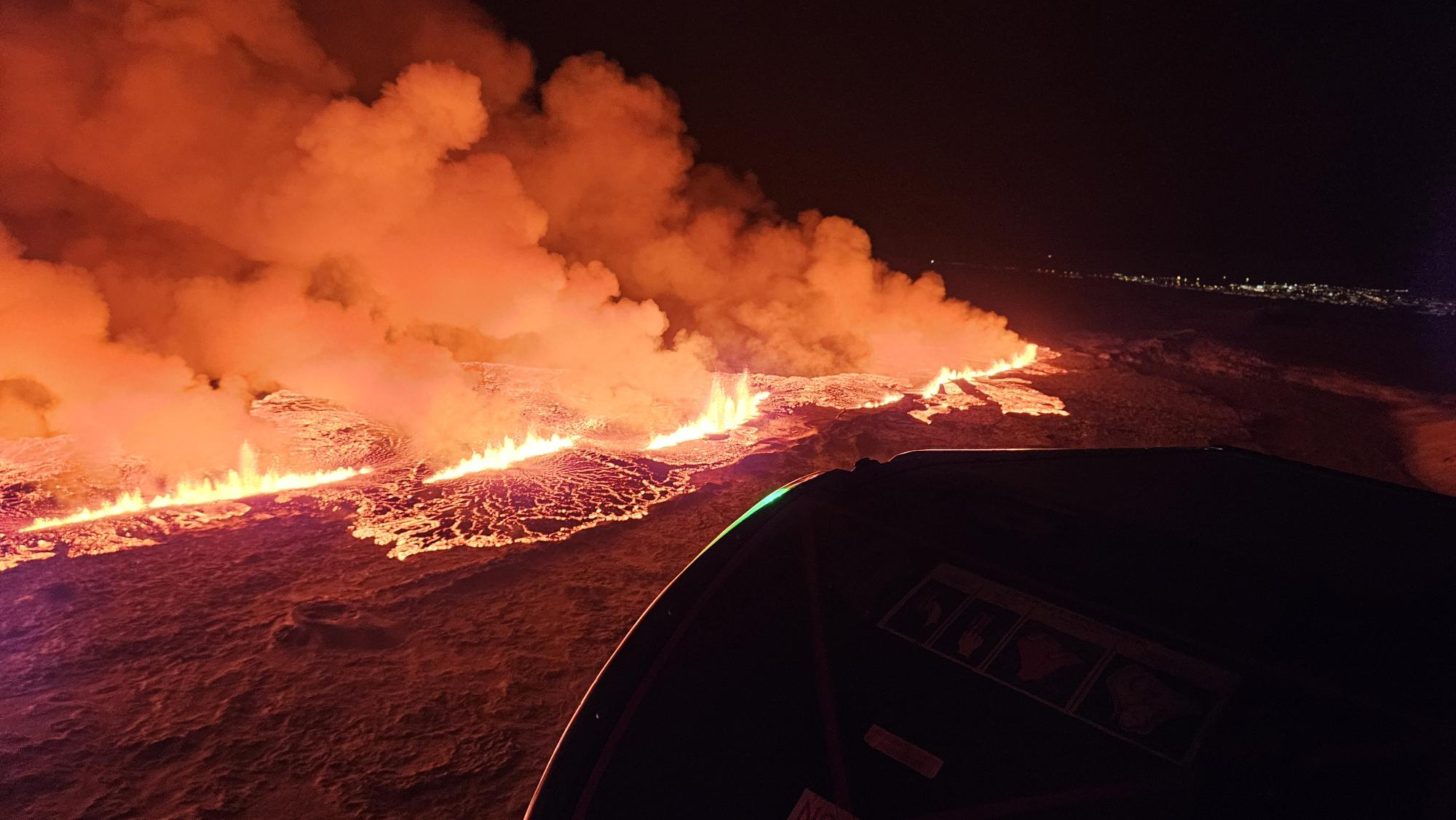
Szczelina wulkaniczna w trakcie erupcji 18 grudnia 2023 - w tle widoczne miasto Grindavík

18 grudnia około 21:00 czasu lokalnego odnotowano znaczący wzrost aktywności sejsmicznej. Erupcja wulkaniczna rozpoczęła się tego samego dnia o godzinie 22:17 cztery kilometry na północny wschód od Grindavíku w okolicy historycznych kraterów wulkanicznych Sundhnúkagígar. Według pierwszych doniesień szczelina wulkaniczna ma długość 3,5 km, a lawa wypływa z wydajnością 100–200 m³/s, czyli kilkakrotnie większą niż w trakcie poprzednich erupcji. Według wstępnej oceny wypływ lawy miał zagrażać miastu, elektrowni geotermalnej i kąpielisku. Kolejnego dnia jednak wypływ lawy znacząco się zmniejszył, a aktywne było tylko około 1/3 szczeliny. Większość lawy płynęła w kierunku wschodnim i nie zagrażała miastu. Wieczorem 19 grudnia pole lawowe zajmowało 3,7 km². 21 grudnia stwierdzono ustanie wypływu lawy i koniec tej erupcji.
Bezpośrednio po zakończeniu erupcji, ponownie obserwowano stałe podnoszenie się gruntu w okolicach Svartsengi, początkowo w dość szybkim tempie, które później uległo spowolnieniu. Na początku stycznia 2024 roku poziom ryzyka kolejnej erupcji oceniano jako podwyższony. Jednocześnie blisko 200 rodzin z ewakuowanego miasta miało w styczniu 2024 nadal problemy ze znalezieniem stałego miejsca zamieszkania.

## Sundhnúkur - styczeń 2024
Piąty epizod erupcyjny rozpoczął się 14 stycznia 2024 r. o godz. 7:57. Poprzedziła ją seria wstrząsów sejsmicznych, która rozpoczęła się około godz. 2:30. Ewakuowano wówczas około 200 mieszkańców Grindavíku, którzy powrócili do swoich domów. Ewakuowano również turystów przebywających w Błękitnej Lagunie. 

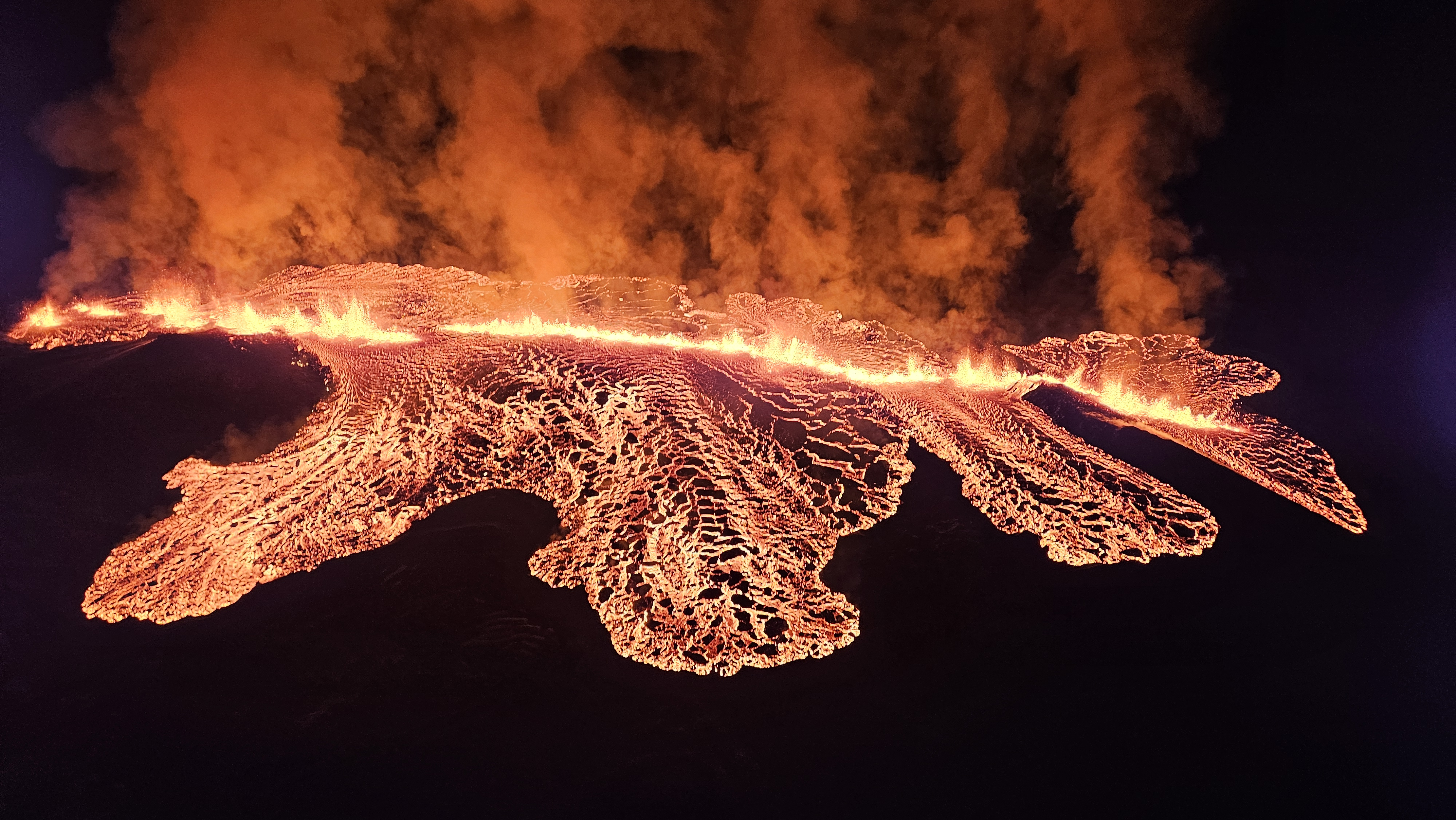
Erupcja szczelinowa 14 stycznia 2024

Szczelina erupcyjna miała początkowo 900 m długości. Wypływ lawy nastąpił na południe od grudniowej erupcji między górą Hagafell a miastem Grindavík (południowy kraniec szczeliny znajdował się około 450 m od zabudowań). Szczelina przecięła też wał ochronny na północ od miasta, który był wówczas jeszcze w trakcie budowy - skierował on jednak większość lawy na zachód w stronę drogi nr 43, przelewając się przez nią. Wypływ lawy szacowano jako kilkakrotnie mniejszy niż podczas erupcji w grudniu 2023 r.
O godz. 12:10 tego samego dnia otwarła się nowa szczelina o długości około 100 m już wewnątrz wału ochronnego, około 200 m od zabudowań miasta. Lawa skierowała się ku miastu - pierwszego dnia zniszczone zostały 3 budynki mieszkalne.
Już 15 stycznia stwierdzono, że wypływ lawy z mniejszej szczeliny zakończył się, natomiast z większej znacząco się zmniejszył. 16 stycznia nie była już widoczna aktywność z większej szczeliny. W kolejnych dniach pomiary GPS wskazywały na kolejną akumulację magmy w okolicach Svartsengi.